# Marcela de Marselha
Marcela, segundo a tradição católica, foi uma discípula de Jesus e serva dos irmãos de Betânia. É conhecida por ser a companheira de Santa Marta durante a cristianização da atual região francesa de Provença.
Segundo a Legenda Áurea, Marcela haveria de ter sido uma cristã serva dos irmãos Marta, Maria e Lázaro de Betânia, juntamente com Sara e Maximino, também cristãos. Na obra "O Evangelho como me foi Revelado" de Maria Valtorta, Marcela foi a responsável por anunciar a agonia de Lázaro e testemunhar a Ressurreição de Jesus junto com outras mulheres.
Iniciada a perseguição aos cristãos na Terra Santa por volta do ano 44, Marcela, Sara, Maximino e os irmãos de Betânia foram lançados ao Mar Mediterrâneo em uma embarcação sem remos que chegou onde hoje é a comuna francesa de Saintes-Maries-de-la-Mer. Junto deles, outros cristãos: Maria Madalena, Maria de Cléofas e Maria Salomé. Algumas versões também incluem no grupo Susana, José de Arimateia e Sidônio.
Em território francês, o grupo foi acolhido por pastores da região, todavia decidiram se separar para propagar os feitos de Jesus em lugares diferentes. Marcela acompanhou Marta durante sua pregação na antiga província romana de Viennensis, perto da cidade de Marselha, e posteriormente em Avinhão, deixando-se conduzir sobretudo pelas orações durante a evangelização daqueles povos.

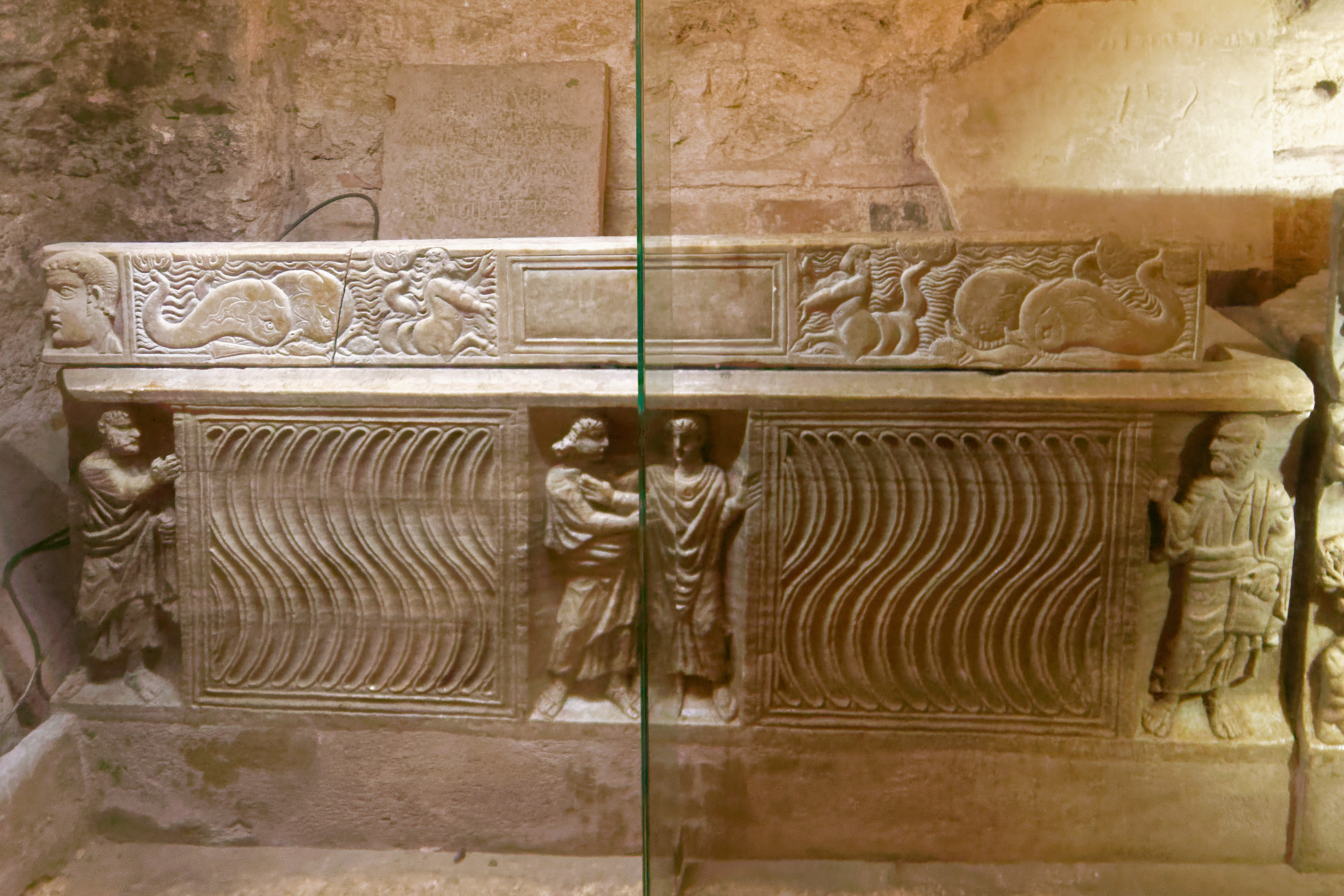
Sarcófago com as relíquias de Santa Marcela na Basílica de Santa Maria Madalena, em Sainte-Baume

Suas relíquias repousam junto de Maximino, Sidônio e Susana na Basílica de Santa Maria Madalena, em Saint-Maximin-la-Sainte-Baume. Sua memória é celebrada anualmente em 31 de janeiro pelos provençais.